# Galaxita
La galaxita es un mineral de la clase de los minerales óxidos, y dentro de esta pertenece al llamado grupo de la espinela. Su composición química viene expresada por Mn2+Al2O4.
Fue descrito por primera vez en 1932 por su presencia en Bald Knob, condado de Alleghany, Carolina del Norte, cerca de la localidad de Galax, en el estado vecino de Virginia, topónimo que a su vez proviene de la planta Galax urceolata, que crece en la zona. Un sinónimo poco usado para este mineral es manganoespinela.

## Propiedades
La galaxita es un mineral de color rojo parduzco o negro, opaco, de brillo vítreo o metálico.
Tiene dureza 7,5 en la escala de Mohs (semejante al granate) y una densidad de 4,23 g/cm³.
Cristaliza en el sistema cristalino isométrico, clase hexaoctaédrica.
Contiene aproximadamente un 50% de Al2O3 y un 36% de MnO. Como impurezas principales aparecen el Fe2O3 —su proporción puede superar el 8%— y el MgO, por lo que la composición de este mineral también puede reflejarse como (Mn2+,Fe2+,Mg)(Al,Fe3+)2O4.

## Morfología y formación
La galaxita puede presentarse como granos, octaédricos o redondeados, de hasta 5 mm. Aparece en rocas ricas en carbonatos; también puede aparecer en yacimientos de otros minerales de manganeso que han sido metamorfizados en las zonas de éstos que tienen poca saturación de sílice.
Suele encontrarse asociado a otros minerales como alleghanyíta, rodonita, sonolita, espesartina, tefroíta, jacobsita, kellyíta, alabandina, magnetita, manganostibita, manganhumita o manganosita.

## Yacimientos
La localidad tipo de este mineral se encuentra en la mina de manganeso Bald Knob, próxima a la localidad de Sparta (Carolina del Norte, Estados Unidos). Por otra parte, son numerosos los depósitos en Japón. Así, hay galaxita en Kunohe (Iwate), Kanuma (Tochigi), Shitara (Aichi), Ritto (Shiga) y en Kudamatsu (Yamaguchi).
En Värmland (Suecia) existen depósitos de este mineral en las minas Brattfors y Jakobsberg; de esta última mina, yacimiento tipo de otros minerales óxidos como jacobsita, plumboferrita, lindqvistita y tegengrenita, se extrajo manganeso y hierro entre 1891 y 1918.